# 马丁·施托尔
马丁·施托尔（Martin Stoll，1982年2月9日—），生于海德堡，是一位德国足球运动员。自2002年起与卡尔斯鲁厄队签约。此前曾在斯图加特队效力。2018-19赛季结束后退役，并开始担任卡尔斯鲁厄U16队教练。